# اگبانو
اگبانو (به لاتین: Agbanou) یک منطقهٔ مسکونی در بنین است که در استان آتلانتیک واقع شده‌است.

## خصوصیات
اگبانو ۹٬۳۰۴ نفر جمعیت دارد.